# Robert Eitner
Robert Eitner, född den 22 oktober 1832 i Breslau, död den 2 februari 1905 i Templin, var en tysk musikhistoriker.
Eitner var ursprungligen pianopedagog och tonsättare, men verkade senare som musikhistoriker. Han har främst gjort sig känd genom sina bibliografiska arbeten, bland vilka hans Biographisch-bibliographisches Quellenlexicon der Musiker und Musikgelehrten der christlichen Zeitrechnung bis zur Mitte des 19. Jahrhunderts (10 band, 1900-04). Tillsammans med Franz Commer stiftade Eitner Gesellschaft für Musikforschung (1868) och redigerade sällskapets Monatshefte für Musikgeschichte liksom dess källedition Publikationen älterer praktischer und theoretischer Musikwerk.